# Grupo Omnicom
O Grupo Omnicom (NYSE: OMC) é uma das maiores agências de publicidade de sociedade gestora de participações sociais do mundo.